# Burg Schloßhof

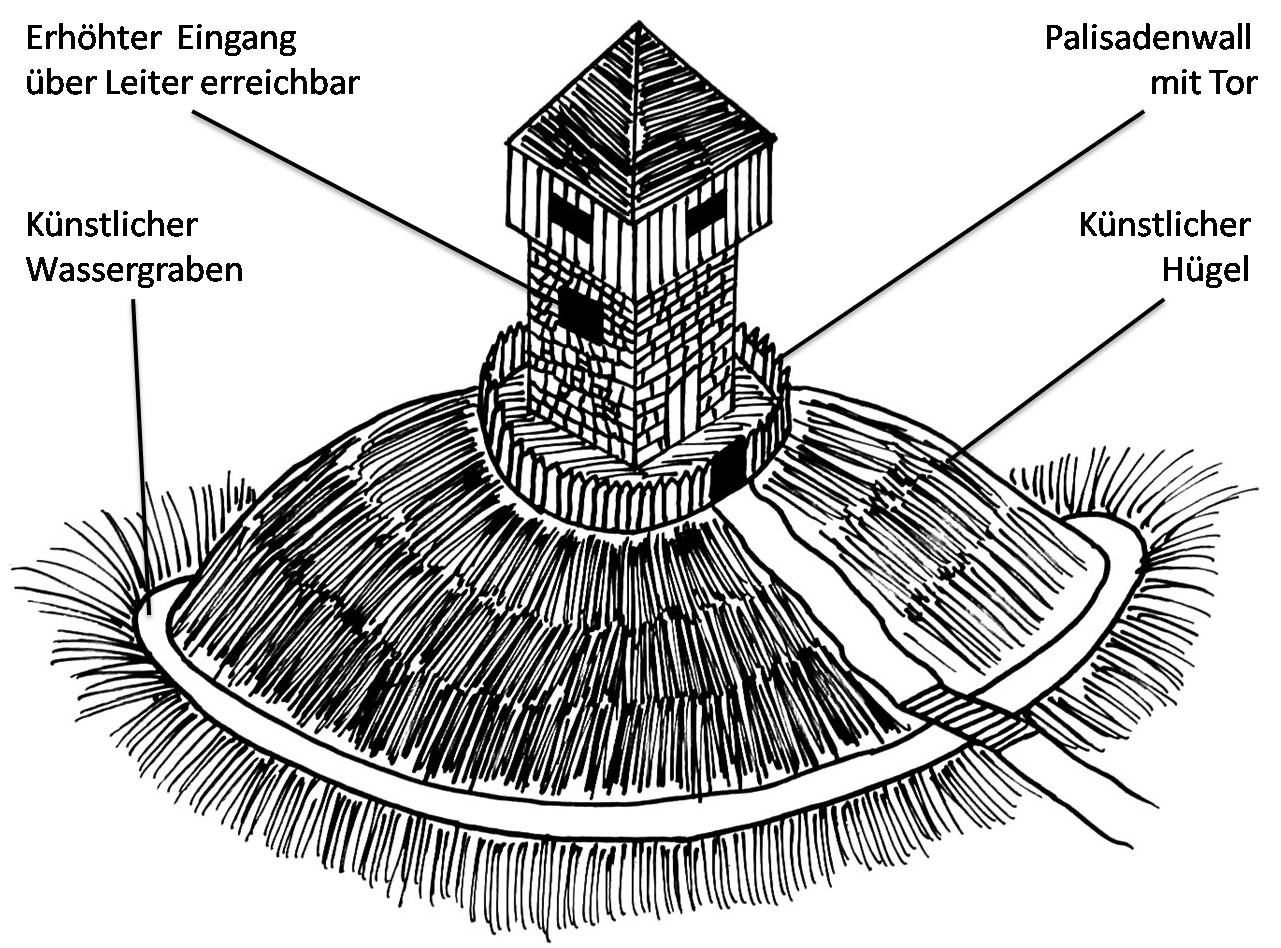
Beispiel einer einfachen Turmhügelburg

Die unauffindbare Burg Schloßhof war eine kleine Befestigungsanlage beim Schloßhof, einem zur Stadt Murrhardt gehörenden Weiler im baden-württembergischen Rems-Murr-Kreis. Über die Geschichte der Anlage ist nichts bekannt; die Lage ist völlig unklar.

## Geschichte
Der Ortsname des kleinen Weilers, der im Jahre 1569 erstmals als Schloshove erwähnt wurde, weist auf eine mittelalterliche Befestigung hin. In der Beschreibung des Oberamts Backnang von 1871 wird die Sage erwähnt, dass beim Schloßhof einst ein Schloss gestanden sei. Auch habe „früher“ beim Schloßhof ein „künstlich aufgeworfener Hügel“ bestanden und in der Nähe desselben würden „von Zeit zu Zeit Backsteine, Ziegel etc.“ ausgegraben. Nach dieser Beschreibung war die Schloßhofer Burg wahrscheinlich eine kleine Turmhügelburg (Motte). Diese Bauform war im Hochmittelalter (etwa von 1050 bis 1250) in jeder Hinsicht veraltet. Die meisten Turmhügel wurden in dieser Zeit vernachlässigt und verfielen. 
Ein Adelsgeschlecht kann der Schloßhofer Burg nicht zugeordnet werden.
Rolf Schweizer erwog wegen der Nähe zum Limes und der Topographie ein römisches Kleinkastell südlich des Weilers im Gewann Birkenbusch.